# Myrsine ceylanica
Myrsine ceylanica là một loài thực vật có hoa trong họ Anh thảo. Loài này được (Mez) Wadhwa mô tả khoa học đầu tiên năm 1999.